# Norsjø
Norsjø är en sjö i Norge strax nordväst om Skien, 15 meter över havet.
Sjön har en yta av 59,70 kvadratkilometer och är 176 meter djup. Både avloppet till Skiensfjorden och tilloppet från Lundeelv, som kommer från de stora sjöarna i västra Telemark, är kanaliserade. Från norr kommer den segelbara Saua från Heddalsvatnet.